# Gomphocarpus stolzianus
Gomphocarpus stolzianus är en oleanderväxtart som beskrevs av Karl Moritz Schumann. Gomphocarpus stolzianus ingår i släktet Gomphocarpus och familjen oleanderväxter. Inga underarter finns listade i Catalogue of Life.